# Gródki Pierwsze (Gródki)
Gródki Pierwsze – część wsi Gródki w Polsce położona w województwie lubelskim, w powiecie biłgorajskim, w gminie Turobin. Stanowi zachodnią część wsi.